# ABU TV ソング・フェスティバル2012
ABU TV ソング・フェスティバル2012 (ABU TV Song Festival 2012)は、アジア太平洋放送連合(ABU)加盟放送局によって開催された、アジア規模の歌謡祭。記念すべき第一回大会となった今大会には、アジア、オセアニア地域から11の国と地域が参加した。会場は、韓国の首都ソウルにあるKBSホール。

## 歴史
開催までの経緯はアジア・パシフィック・ソング・コンテストを参照。

## 参加国
本大会には11の国と地域が参加した。
モンゴルは、当初参加を表明していたが、後に参加を撤回している。
| 国名           | 使用言語       | アーティスト                         | 曲                       |
| -------------- | -------------- | ------------------------------------ | ------------------------ |
| シンガポール   | マレー語       | Taufik Batisah                       | "Usah Lepaskan"          |
| オーストラリア | 英語           | Havana Brown                         | "We Run the Night"       |
| スリランカ     | シンハラ語     | Arjuna Rookantha & Shanika Madhumali | "Me Jeewithe (මේජීවිතේ)"     |
| マレーシア     | マレー語       | Hafiz                                | "Awan Nano"              |
| ベトナム       | ベトナム語     | Lê Việt Anh                          | "Mây"                    |
| 日本           | 日本語 英語    | Perfume                              | "Spring of Life"         |
| 香港           | 広東語         | Alfred Hui (許廷鏗)                  | "Ma Ngai (螞蟻)"         |
| インドネシア   | インドネシア語 | Maria Calista                        | "Karena Ku Sanggup"      |
| 中国           | 普通話         | Cao Fujia (曹芙嘉)                   | "Qian gua (牵挂)"        |
| アフガニスタン | ペルシャ語1    | Hameed Sakhizada (حمید سخی زاده)     | "Folk Music" (Malestani) |
| 韓国（ホスト） | 朝鮮語 英語    | 東方神起 (동방신기)                  | "Catch Me"               |

1.^厳密には、ハザーラ人が用いる言語「Hazaragi」という言語を用いている。

## 放送局
カッコで囲まれた年月日は、その放送局での放送日。
- 韓国（ホスト） – 韓国放送公社 1TV (2012年10月21日)[2]
- アフガニスタン – Radio Television Afghanistan
- オーストラリア – SBS One (2012年10月28日) / SBS Two (2012年11月1日)[2]
- 中国 – 中国中央電視台
- 香港 – 無綫電視 (2012年11月10日)
- インドネシア – TVRI (2012年11月3日)
- 日本 – NHK BSプレミアム (2012年12月1日)[2]
- マレーシア – Radio Televisyen Malaysia (2013年1月4日)
- シンガポール – MediaCorp Suria (2012年11月)[2]
- スリランカ – MTV Channel
- ベトナム – ベトナムテレビジョン

## 参照
1. 1 2  Mikheev, Andy (2012年10月4日). “ABU TV Song Festival 2012 Participants”.   ESCKaz. 2012年10月4日閲覧。
2. 1 2 3 4  Mikheev, Andy (2012年10月16日). “Broadcasting schedules”. ABU TV Song Festival 2012.   ESCKaz. 2012年10月21日閲覧。

## 関連
- ABU TV ソング・フェスティバル
- アジア太平洋放送連合(ABU) 大会主催団体
- ABU ラジオ・ソング・フェスティバル ABUが主催する歌謡祭のラジオ版。
- アジア・パシフィック・ソング・コンテスト ABUによるアジア規模の音楽祭を行う構想。後にABUソング・フェスティバルへ発展。
- ユーロビジョン・ソング・コンテスト ヨーロッパ規模の音楽コンテスト。ABU TV ソング・フェスティバルのモデルとなった番組。